# Ponta Delgada (Madeira)
Ez a cikk a Madeira szigetén található faluról szól. Nem tévesztendő össze a São Miguel szigetén (Azori-szigetek) épült várossal.

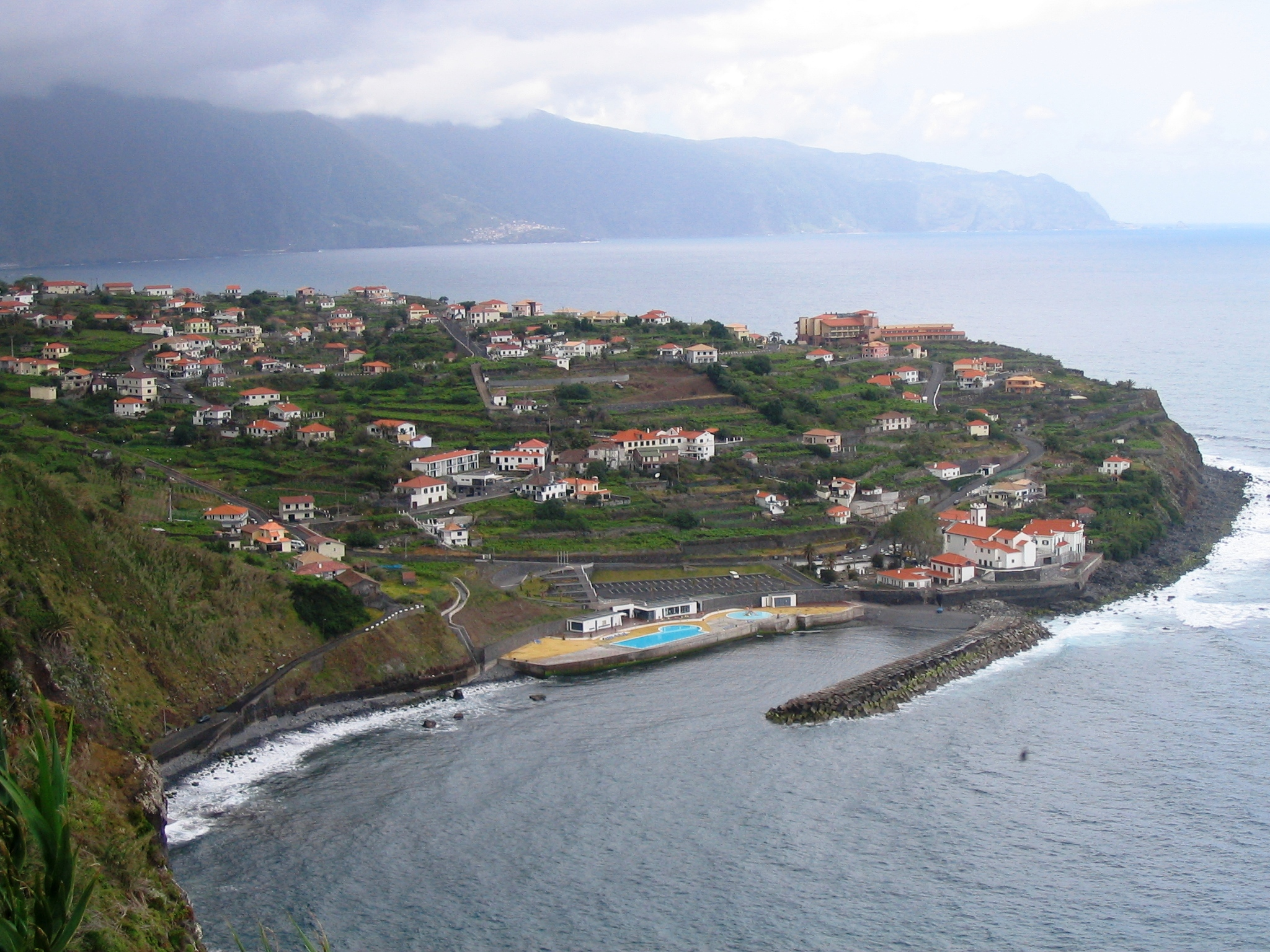
A falu történelmi központja, előtérben a kikötővel

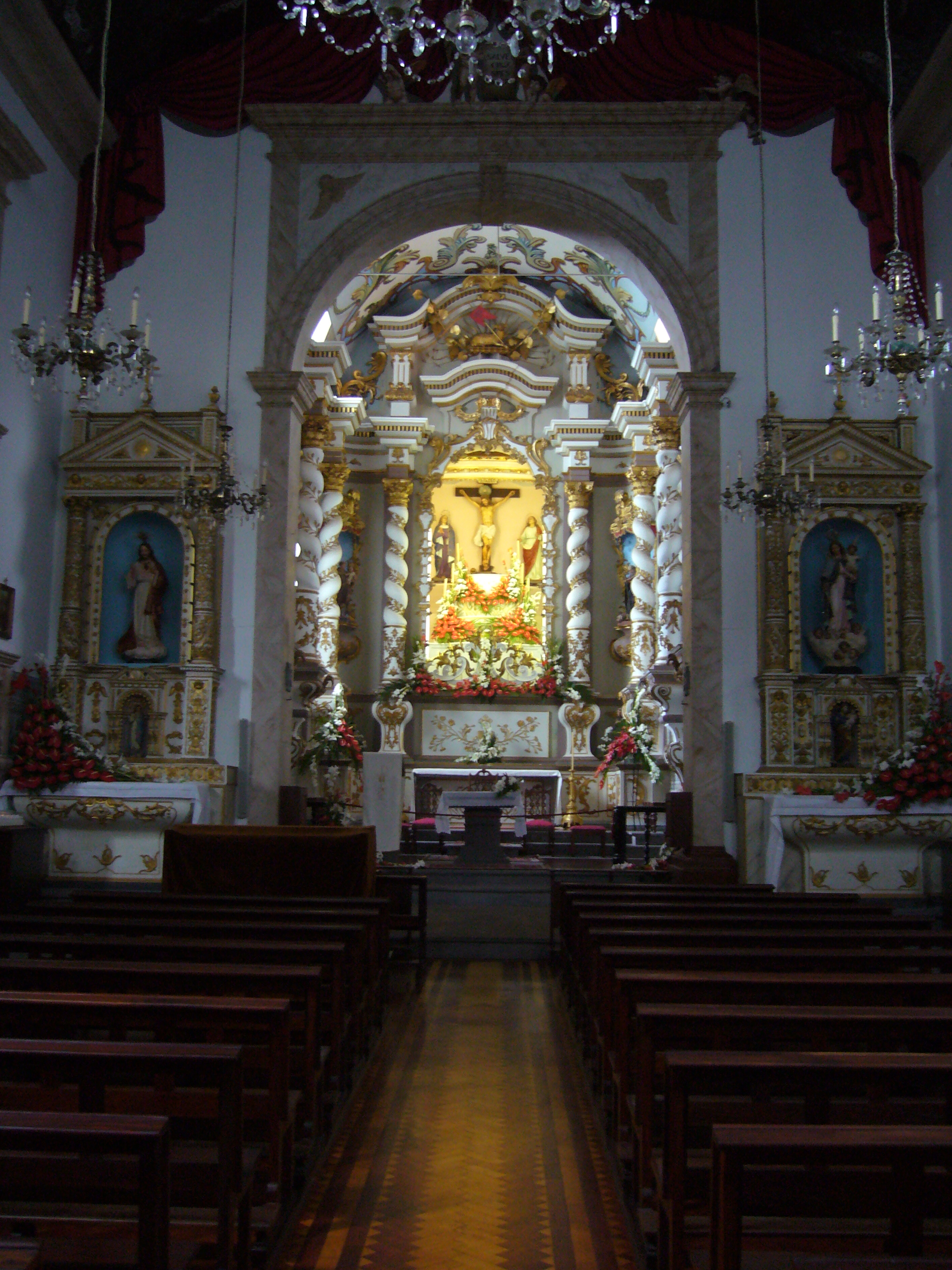
A templom belseje

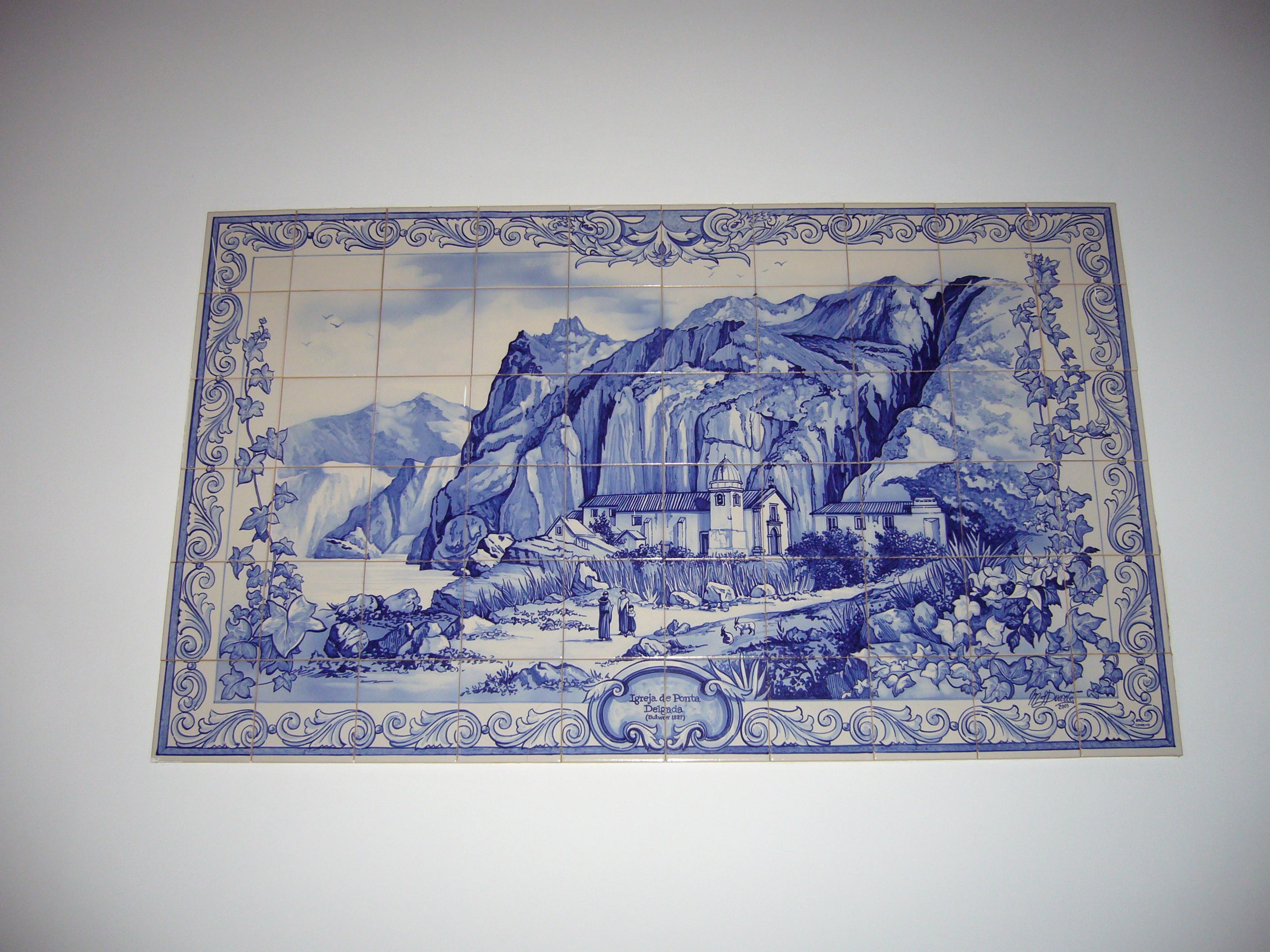
Azulejo a templomban

Ponta Delgada egy mintegy 1400 lakosú falu Madeira szigetének São Vicente járásában.

## Földrajzi helyzete, közlekedése
A sziget északi partjának közepe táján, a járás székhelyétől nagyjából 7 km-rel keletre található, keleten csaknem egybeépült Boaventurával, amivel a tengerparti ER 101 úton kívül a jóval beljebb, a 20. század közepén épült ER 260 út is összeköti. A falu történelmi központja (a halászoké) egy kis félszigeten volt; az újabb részek (és a művelt földek) jelentősen felkapaszkodtak a hegyek lábain.

## Látnivalók
- A falu a sziget egyik nevezetes búcsújáró helye: a katolikusok minden szeptember első vasárnapján sereglenek ide, hogy imát mondjanak a megfeszített Krisztus faszobra előtt. A legenda szerint a szobrot a 15. században, éppen a falu alapításának idején vetette itt partra a tenger egy ládában. A falu első kápolnáját azon a helyen építették, ahol a ládát megtalálták. A kápolnát idővel templommá bővítették, ám az 1908-ban szinte teljesen leégett, úgyhogy nem építették újjá. A tűzvészben nagyrészt elhamvadt a szobor is, de egy elszenesedett töredékét kimentették a romok közül; a hívek azóta ez előtt az ereklye előtt hódolnak.
- Az ereklyét most az új, gazdagon díszített, barokk stílusú templomban, üveg mögött őrzik.
- A Háromkirályok (Reis Magos) kápolnáját a 20. század végén újították fel; teljesen restaurálva egyebek közt a képeket és azok gazdagon aranyozott, faragott kereteit is.
- Horácio Bento de Gouveia emlékét az egykori házában berendezett lakásmúzeum őrzi. Az emléktárgyakon túl itt gyűjtötték össze az ismert tanár, író és újságíró valamennyi, publikált írását.
- A strand két, tengervizes úszómedencéjét a dagály idején becsapó hullámok töltik fel vízzel.
- A partvidék a szörfözők egyik kedvenc célpontja.

## A település részei
- Quebradas
- Terceira Lombada
- Primeira Lombada
- Segunda Lombada
- Tanque
- Feteiras